# Liste des épisodes de How I Met Your Mother
Cette page recense la liste des épisodes de la série télévisée américaine How I Met Your Mother.

## Première saison (2005-2006)
1. Un signe (Pilot)
2. Je te présente Ted (Purple Giraffe)
3. Un goût de liberté (Sweet Taste of Liberty)
4. Retour de flamme (Return of the Shirt)
5. La Soirée dégustation (Okay Awesome)
6. Halloween (Slutty Pumpkin)
7. L’Élue (Matchmaker)
8. Le Duel (The Duel)
9. Charité bien ordonnée (Belly Full of Turkey)
10. L’Affaire de l’ananas (The Pineapple Incident)
11. Bonne Année (The Limo)
12. Seul ou Accompagné (The Wedding)
13. L'Inconnue (Drumroll, Please)
14. La Bataille navale (Zip, Zip, Zip)
15. Révélations (Game Night)
16. Amour et Pâtisserie (Cupcake)
17. La Vie parmi les gorilles (Life Among the Gorillas)
18. C'est plus l'heure (Nothing Good Happens After 2 A.M.)
19. La jalousie a un prix (Mary The Paralegal)
20. C'est mon dernier bal (Best Prom Ever)
21. Arrière-goût (Milk)
22. La Danse de la pluie (Come On)

## Deuxième saison (2006-2007)
Le 6 mars 2006, la série a été renouvelée pour une deuxième saison. Elle a été diffusée du 18 septembre 2006 au 14 mai 2007.
1. Un nouveau tournant (Where Were We?)
2. La Drague selon Barney (The Scorpion and the Toad)
3. Le Brunch (Brunch)
4. Ted Mosby, architecte (Ted Mosby: Architect)
5. Assortiment de couples (World's Greatest Couple)
6. Leçon de justice (Aldrin Justice)
7. Un chaperon inattendu (Swarley)
8. Atlantic City (Atlantic City)
9. Pari frappé (Slap Bet)
10. Faux Frère (Single Stamina)
11. La Vengeance de Lily (How Lily Stole Christmas)
12. Mémorables premières fois (First time in New York)
13. En cher et en nu (Columns)
14. La Fièvre du SuperBowl (Monday Night Football)
15. Trop de si (Lucky Penny)
16. Des ex trop présents (Stuff)
17. Passer le cap (Arrivederci, Fiero)
18. Difficiles Concessions (Moving Day)
19. L'Enterrement de vie de garçon (Bachelor Party)
20. Le Juste Discours (Showdown)
21. Mariages (Something Borrowed)
22. Les Poupées russes (Something Blue)

## Troisième saison (2007-2008)
Le 15 mai 2007, la série a été renouvelée pour une troisième saison. Elle a été diffusée du 24 septembre 2007 au 19 mai 2008.
1. L'Effet papillon (Wait For It)
2. La Tourista (We're Not From Here)
3. Le Roi de la triplette (Third Wheel)
4. Le Combat de coqs (Little Boys)
5. Souvenirs, souvenirs (How I Met Everyone Else)
6. Porno Star (I'm Not That Guy)
7. La Fièvre de l'immobilier (Dowisetrepla)
8. Personne n'est parfait (Spoiler Alert)
9. Soirée frappée (Slapsgiving)
10. La Traversée du désert (The Yips)
11. Pas d'exception à la règle (The Platinum Rule)
12. Sans peur du lendemain (No Tomorrow)
13. Paris tenus (Ten Sessions)
14. La Folie des finales (The Bracket)
15. Engrenage (The Chain Of Screaming)
16. Adolescence attardée (Sandcastles in the Sand)
17. La Chèvre de Lily (The Goat)
18. Casting de potes (Rebound Bro)
19. La Grande Braderie (Everything Must Go)
20. Pote toujours ! (Miracles)

## Quatrième saison (2008-2009)
Le 13 mai 2008, la série a été renouvelée pour une quatrième saison. Elle a été diffusée du 22 septembre 2008 au 18 mai 2009.
1. On se connaît ? (Do I Know You?)
2. Le Hamburger de Proust (The Best Burger in New York)
3. J'adore le New Jersey (I Heart NJ)
4. L'Intervention (Intervention)
5. Shelter Island (Shelter Island)
6. Ils vécurent très heureux… sans enfants (Happily Ever After)
7. La Fête des non-pères (Not a Father's Day)
8. Savez-vous dire Woooo ? (Woooo!)
9. Ciel, un homme nu ! (The Naked Man)
10. Le Combat des braves (The Fight)
11. Little Minnesota (Little Minnesota)
12. Petits Arrangements entre amis (Benefits)
13. La Tempête de neige (Three Days of Snow)
14. Possible, pas possible (The Possimpible)
15. La Famille Stinson (The Stinsons)
16. Désolé vieux (Sorry, Bro)
17. Petits Sabotages entre amis (The Front Porch)
18. Le Vieux Joueur de hockey (Old King Clancy)
19. Compétition finale (Murtaugh)
20. L'Architecte (Mosbius Designs)
21. J'ai fait un rêve (The Three Days Rule)
22. Au bon endroit, au bon moment (Right Place, Right Time)
23. La Future Mariée (As Fast As She Can)
24. Le Grand Saut (The Leap)

## Cinquième saison (2009-2010)
La cinquième saison a été diffusée du 21 septembre 2009 au 24 mai 2010.
1. La Discussion ça craint (Definitions)
2. Un jour sans fin (Double Date)
3. Le Cours sur Robin (Robin 101)
4. Le Tavernier asexué (The Sexless Innkeeper)
5. Double Citoyenneté (Duel Citizenship)
6. La Cornemuse (Bagpipes)
7. Le Plan machiavélique (The Rough Patch)
8. Le Livre des rôles (The Playbook)
9. Qui veut donner une baffe ? (Slapsgiving 2: Revenge of the Slap)
10. La Fenêtre (The Window)
11. La Dernière Cigarette (Last Cigarette Ever)
12. Mort tragique d'un costume (Girls Versus Suits)
13. Gros caramel mou (Jenkins)
14. Une semaine d'enfer (The Perfect Week)
15. Lapin ou Canard (Rabbit or Duck)
16. Tenus par le crochet (Hooked)
17. L'Art de la séduction (Of Course)
18. Photo en rafale (Say Cheese)
19. L'Agression sauvage (Zoo or False)
20. La Maison du bonheur (Home Wreckers)
21. Lits séparés (Twin Beds)
22. Robots contre catcheurs (Robots Versus Wrestlers)
23. La Belle Mariée (The Wedding Bride)
24. Le 5e Sosie (Doppelgangers)

## Sixième saison (2010-2011)
Le 25 janvier 2010, la série a été renouvelée pour une sixième saison. Elle a été diffusée du 20 septembre 2010 au 16 mai 2011.
1. La Grosse Surprise (Big Days)
2. Un père pour Barney (Cleaning House)
3. Inachevé (Unfinished)
4. La Guerre des transports (Subway Wars)
5. L'Architecte de la destruction (Architect of Destruction)
6. Quand bébé arrive (Baby Talk)
7. Randy le brasseur (Canning Randy)
8. Histoires naturelles (Natural History)
9. Jessica (Glitter)
10. L'Enfer du blitz (Blitzgiving)
11. La Théorie de la sirène (The Mermaid Theory)
12. Fausse Alerte (False Positive)
13. Moments de solitude (Bad News)
14. Les Derniers Mots (Last Words)
15. Pauvre Chérie (Oh Honey)
16. La Saint Désespoir (Desperation Day)
17. L'Île aux ordures (Garbage Island)
18. Le Cœur dans tous ses états (A Change of Heart)
19. Hallucinant de père en fils (Legendaddy)
20. Le Sandwich aux boulettes (The Exploding Meatball Sub)
21. Le Retour de Jerry le dingue (Hopeless)
22. Le Cocktail idéal (The Perfect Cocktail)
23. Rebondissement (Landmarks)
24. Intoxication (Challenge Accepted)

## Septième saison (2011-2012)
Le 7 mars 2011, la série a été renouvelée pour une septième et huitième saison. Elle a été diffusée du 19 septembre 2011 au 14 mai 2012.
1. Le Témoin (The Best Man")
2. La Vérité nue (The Naked Truth)
3. La Cravate-canard (Ducky Tie)
4. La Crise des missiles de Stinson (The Stinson Missile Crisis)
5. L'Excursion (Field Trip)
6. Il faut que je sache ! (Mystery vs. History)
7. Noretta (Noretta)
8. Le Retour de la citrouille (The Slutty Pumpkin Returns)
9. Désastre évité (Disaster Averted)
10. Tic, tac, tic, tac… (Tick, Tick, Tick)
11. Impairs, deux, tu l'auras (The Rebound Girl)
12. Illuminations symphoniques (Symphony of Illumination)
13. Tête à tête avec mon père (Tailgate)
14. 46 minutes (46 Minutes)
15. L'Apiculteur en feu (The Burning Beekeeper)
16. Le Train saoul (The Drunk Train)
17. Pas de pression (No Pressure)
18. Karma (Karma)
19. La Mystérieuse Confrérie (The Broath)
20. L'heure de la trilogie a sonné ! (Trilogy Time)
21. Ex aequo ! (Now We're Even)
22. Un trop plein d'amour (Good Crazy)
23. Le Code du magicien - 1re partie (The Magician's Code - Part One)
24. Le Code du magicien - 2e partie (The Magician's Code - Part Two)

## Huitième saison (2012-2013)
Le 7 mars 2011, la série a été renouvelée pour une septième et huitième saison. Elle a été diffusée a du 24 septembre 2012 au 13 mai 2013.
1. Farhampton (Farhampton)
2. Le Contrat de mariage (The Pre-Nup)
3. Recherche nounou désespérément (Nannies)
4. Qui veut être parrain ou marraine ? (Who Wants to Be a Godparent?)
5. L'Automne des ruptures (The Autumn of Break-Ups)
6. Un dernier dessert (Splitsville)
7. Conseils en tous genres (The Stamp Tramp)
8. Douze Femmes en chaleur (Twelve Horny Women)
9. Le Coup du homard (Lobster Crawl)
10. Virage à cent quatre-vingt (The Over-Correction)
11. La Dernière Page 1/2 (The Final Page, Part One)
12. La Dernière Page 2/2 (The Final Page, Part Two)
13. Groupe ou DJ ? (Band or DJ?)
14. Le Pouvoir de la bague (Ring Up!)
15. P.S. I love you (P.S. I Love You)
16. Folle à lier (Bad Crazy)
17. Le Cendrier (The Ashtray)
18. Week-end chez Barney (Weekend at Barney's)
19. La Forteresse (The Fortress)
20. Les Voyageurs du temps (The Time Travelers)
21. Problèmes sous le manteau (Romeward Bound)
22. La Barn-mitzva (The Bro Mitzvah)
23. Quelque chose de vieux (Something Old)
24. Quelque chose de nouveau (Something New)

## Neuvième saison (2013-2014)
Le 30 janvier 2013, la série a été renouvelée pour une neuvième et dernière saison diffusée du 23 septembre 2013 au 31 mars 2014.
1. Le Médaillon (The Locket)
2. Je reviendrai ! (Coming Back)
3. Une dernière fois à New York (Last Time in New York)
4. L'Infraction du code (The Broken Code)
5. La Partie de poker (The Poker Game)
6. Ted et la Dernière Croisade (Knight Vision)
7. Pose pas de questions (No Questions Asked)
8. Un phare tellement romantique (The Lighthouse)
9. Platonique (Platonish)
10. Maman et Papa (Mom and Dad)
11. À quoi ça rime ? (Bedtime Stories)
12. Le Dîner de préparation (The Rehearsal Dinner)
13. Recherche bassiste désespérément (Bass Player Wanted)
14. La Dernière Baffe (Slapsgiving 3: Slappointment in Slapmarra)
15. Pause (Unpause)
16. Comment votre mère m'a rencontré (How Your Mother Met Me)
17. L'Aube (Sunrise)
18. Rallye (Rally)
19. Le Vésuve (Vesuvius)
20. Daisy (Daisy)
21. Garry Blauman (Gary Blauman)
22. Le Mariage (The End of the Aisle)
23. Pour toujours, 1re partie (Last Forever, Part 1)
24. Pour toujours, 2e partie (Last Forever, Part 2)